# Пјер Спис
Пјер Спис (енгл. Pierre Spies; 8. јун 1985) професионални је рагбиста и репрезентативац ЈАР, који тренутно игра за Монпеље (рагби јунион). Један је од најснажнијих рагбиста на свету (Набачај 135 кг, Мртво дизање 240 кг).

## Биографија
Висок 194 цм, тежак 111 кг, Спис игра на позицији број 8 - Чеп (енгл. Number 8). У каријери је пре Монпељеа играо за Кинтетсу Лајнерс и Булс. За рагби репрезентацију Јужноафричке Републике одиграо је 53 тест мечева и постигао 7 есеја.